# Waldemar Nowak

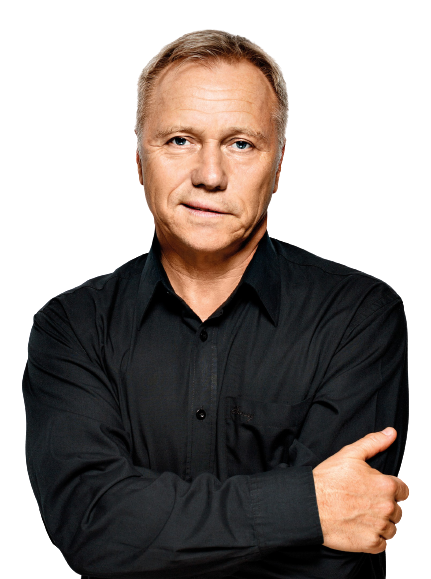
Waldek Nowak - mim, aktor, komik

Waldemar Nowak (ur. 1955 w Warszawie) – polski mim, aktor i komik.

## Życiorys
Pierwsze kroki na scenie zaczął stawiać w wieku 17 lat, występując w studenckich teatrach pantomimy. Uczył się w Studium Baletowym przy Operetce Warszawskiej. Pierwszy angaż zawodowy otrzymał po Przedstawieniu Dyplomowym w Państwowym Studium Cyrkowym, po którym wyruszył w trasę z Anną German. Ukończył dwuletni kurs aktorski wg Metody Lee Strasberga i Violi Spolin. Uczestniczył w warsztatach aktorskich organizowanych przez Roberta Castle. 
Od lat 80. XX wieku rozpoczął międzynarodową karierę współpracując z Agencją Artystyczną Pagart oraz Zjednoczonym Przedsiębiorstwem Rozrywkowym. Występował na scenach teatrów takich jak Majestic Theatre w Szanghaju, Poly Theatre w Pekinie, Teatro Vasquez w Siracusa. Przewijał się przez różne sceny, od wielkich do mniejszych, kabaretów i nocnych klubów włoskich, niemieckich m.in. Broadway Broadway, Il Gabiano, Red Horse. Podczas występów często dzielił scenę z różnymi artystami jak: Brigitte Nielsen czy Ilona Staller, znana pod pseudonimem Ciocciolina. Był pierwszym w Polsce Ronaldem McDonaldem[niewiarygodne źródło?].
Swój Autorski Spektakl SHOWTIME prezentował na wielu festiwalach teatralnych w kraju i zagranicą.
Od 2010 roku prezentuje na scenie stand-up, brał udział w trzech sezonach polskiej edycji Comedy Club.

## Filmografia[5]
- 2023 Rolnicy z ferajny[6]
- 2021 Fruuu![7]
- 2020 Lipski
- 2020 Łowy[8]
- 2019 Dariusz
- 2019 Futro z misia
- 2019 Pół wieku poezji później
- 2019 Serce do walki
- 2019 Sługi wojny
- 2019 Uciekinierzy
- 2018 Fishy wish
- 2018 Druga szansa
- 2018 Ikarus
- 2018 Rojst
- 2017 Brudny Henryk
- 2017 Vaga Heroica
- 2016 Nieudane oświadczyny
- 2016 Sługi Boże
- 2016 Zwłoka
- 2010 Ojciec Mateusz
- 2008 Wydział zabójstw
- 2007 Ekipa
- 2005 Daleko od noszy

## Nagrody
- 2021 Wybudzony - Festiwal Camerimage - został uznany za najlepszy spot w konkursie „Fundusze Europejskie w kadrze”[9].
- 2020 Uciekinierzy - Winner Las Vegas Movie Adward of Prestige - Najlepszy duet aktorski (Waldek Nowak i Dominik Piotrowski)[10]
- 2018 Fishy Wish - Winner Judge's Film - My Rode Reel - Sydney - Nagroda główna[11]